# 吉打級護衛艦
吉打級護衛艦（英語：Kedah-class Offshore Patrol Vessel），是馬來西亞皇家海軍裝備的一款近海巡邏艦，爲基於德國布洛姆+福斯公司設計的MEKO型护卫舰。馬來西亞皇家海軍在1990年代初期提出新一代近海巡邏艦計畫（Next Generation Patrol Vessel，NGPV），原預計耗資243億令吉，在20年內分批購買27艘水面艦艇。此訂單由德國公司得標，但因項目進度延誤和超支而取消後續21艘的建造。目前馬來西亞已服役6艘吉打級護衛艦，均以馬來西亞各州命名。

## 概述
本級艦為馬來西亞新一代近海巡邏艦計畫（Next Generation Patrol Vessel，NGPV）的得標艦艇，雙方原協議前2艘在德國完成船段與模組後再海運到馬來西亞檳城造船工業公司組裝完成，後續艦由布洛姆－福斯協助檳城造船工業公司建造，两年後更改合约，頭2艘改由在德國建造完成後交付馬來西亞皇家海軍，原預計耗資243億令吉，在20年內分批購買27艘水面艦艇，由德國得標27艘的訂單，因不斷的進度延誤和超支而取消後續21艘的建造並重新招標，計畫名稱也改為第二代巡邏艦/濒海战斗舰（Second Generation Patrol Vessels/Littoral Combat Ship，SGPV/LCS），後續馬來西亞採購法國馬哈拉惹里拉級巡防艦。
本級艦使用2具卡特彼勒 3616柴油發動機，以雙軸可變距螺旋槳推動，一般最大航速約24節，極速約30節，12節時續航力約6050海浬並可持續在海上作業21天，艦體由3個船段和2個桅杆模組組成，各區域皆有各自獨立的核生化過來系统與加壓空調，阻絕受核生化污染的氣體、落塵侵入，另以八道水密艙門分隔為9個水密艙，可裝置一座76快砲、MK-49 RAM公羊飞弹系统，艦體中段可加裝2具2連裝飛魚反艦導彈發射器、機庫上方裝有一座30公厘機炮塔，兩舷各有一挺12.7公厘機槍。

## 同型艦
同型各艦均以馬來西亞各州州名命名，頭兩艦在德國建造，後續4艘授權馬來西亞建造。
| 舷號 | 艦名                      | 開工           | 建造廠       | 下水           | 服役           |
| ---- | ------------------------- | -------------- | ------------ | -------------- | -------------- |
| F171 | 吉打号（KD Kedah）        | 2001年11月13日 | 布洛姆－福斯 | 2003年3月21日  | 2006年6月5日   |
| F172 | 彭亨號（KD Pahang）       | 2001年12月21日 | HDW          | 2003年10月2日  | 2006年8月3日   |
| F173 | 霹雳號（KD Perak）        | 2002年3月      | 莫实得造船   | 2007年11月12日 | 2009年6月3日   |
| F174 | 登嘉樓號（KD Terengganu） | 2004年8月      | 莫实得造船   | 2007年12月6日  | 2009年12月8日  |
| F175 | 吉蘭丹號（KD Kelantan）   | 2005年7月      | 莫实得造船   | 2008年11月24日 | 2010年5月8日   |
| F176 | 雪兰莪號（KD Selangor）   | 2006年7月      | 莫实得造船   | 2009年7月23日  | 2010年12月28日 |

## 圖集

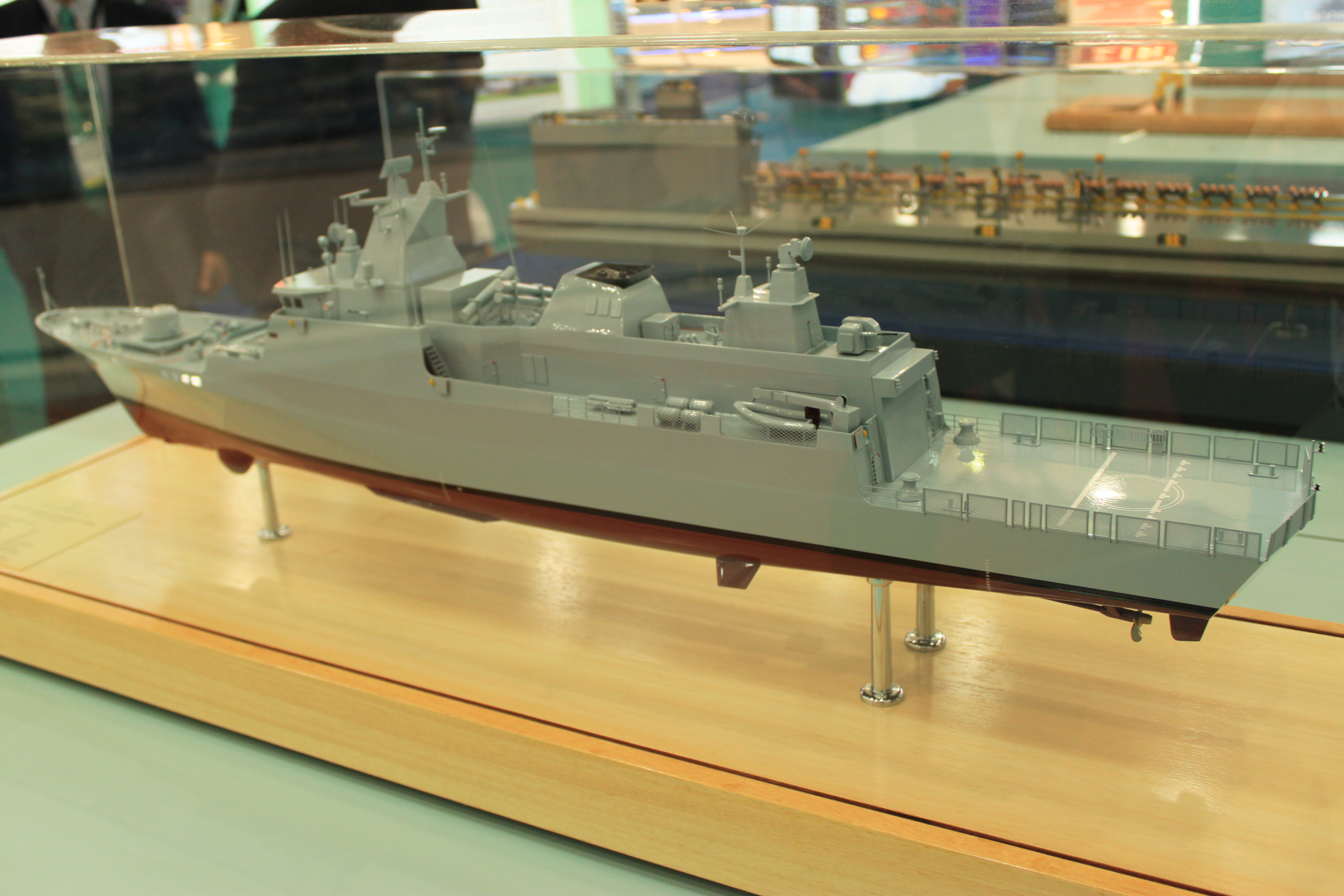
MEKO A100型护卫舰競標時模型
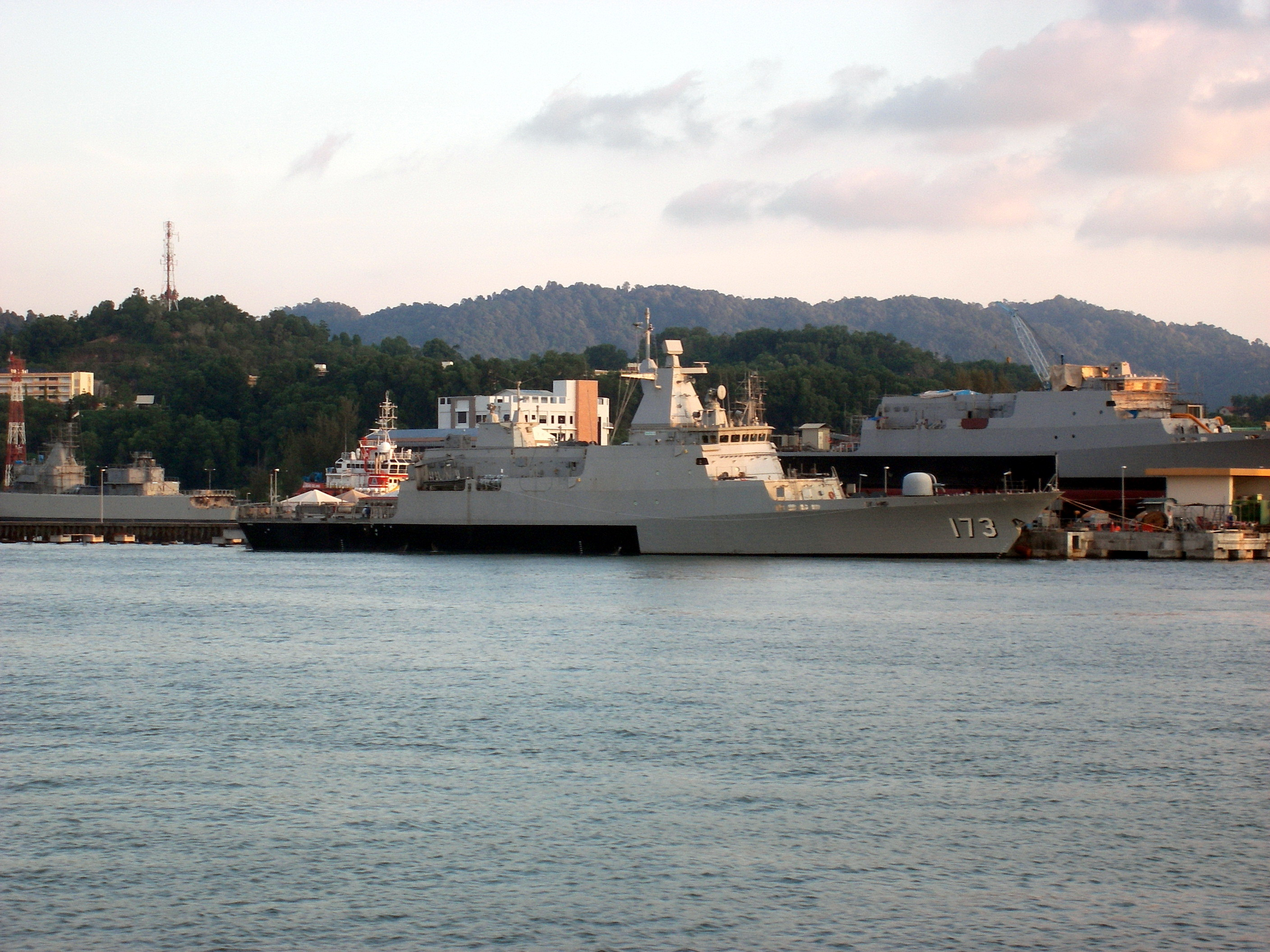
霹雳号（F173）在莫实得造船厂移交给马来西亚皇家海军。
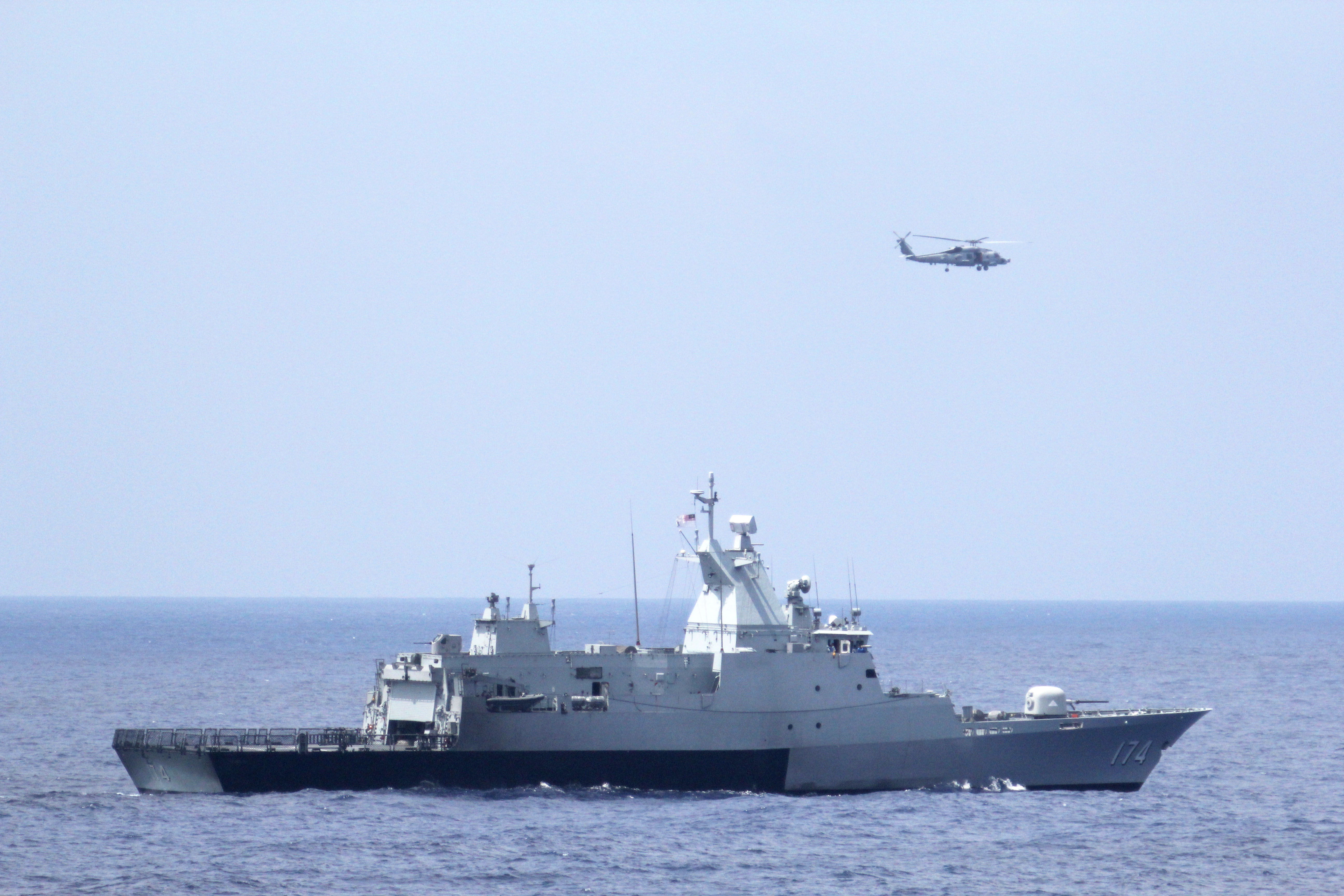
登嘉楼號（F174）
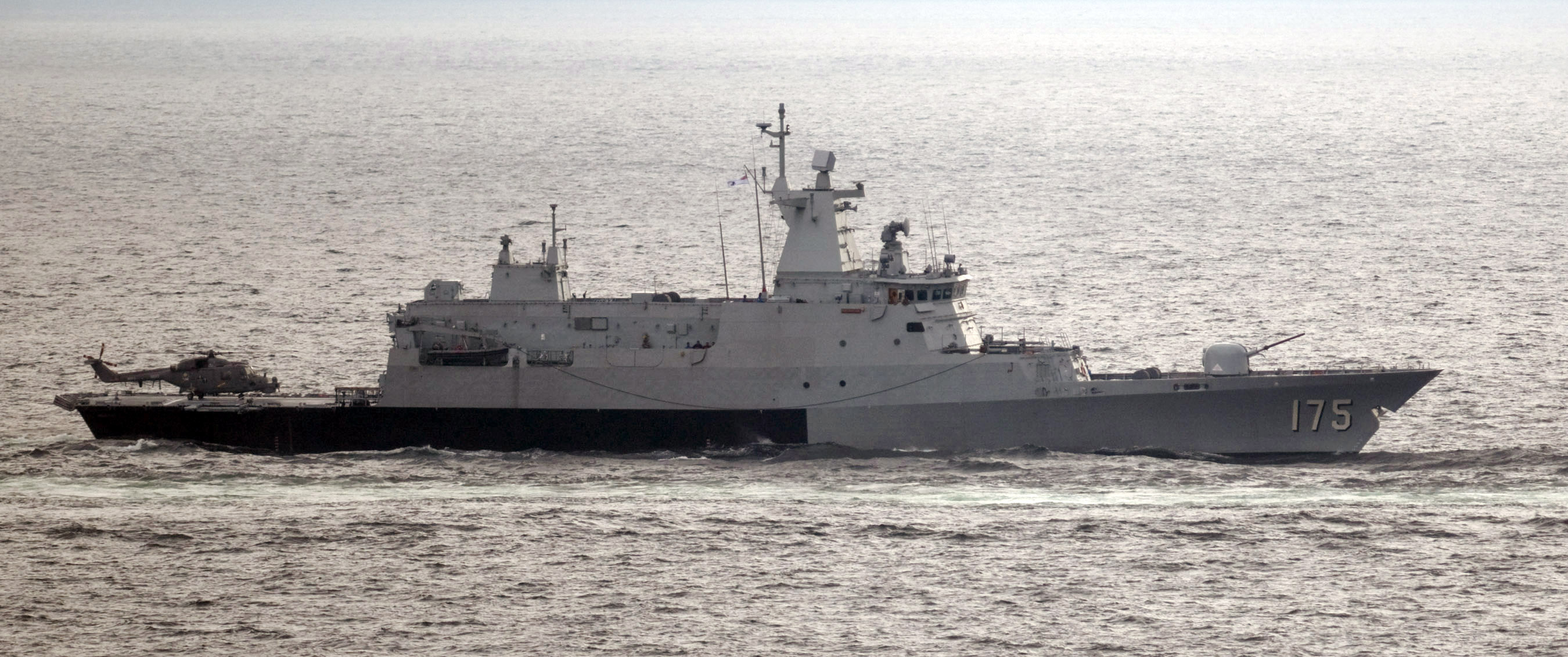
吉兰丹號（F175）和超山貓直升机
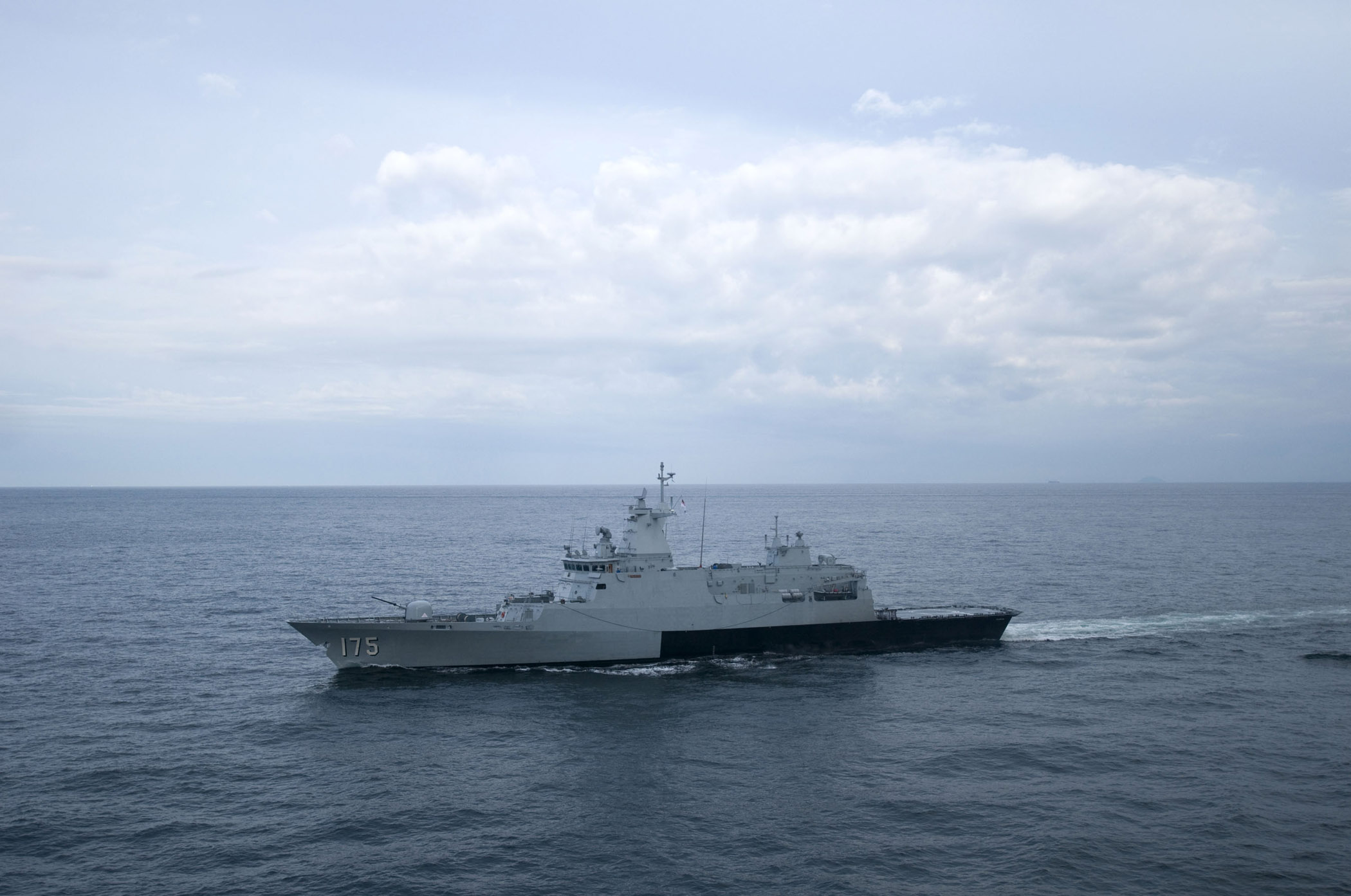
吉兰丹號（F175）
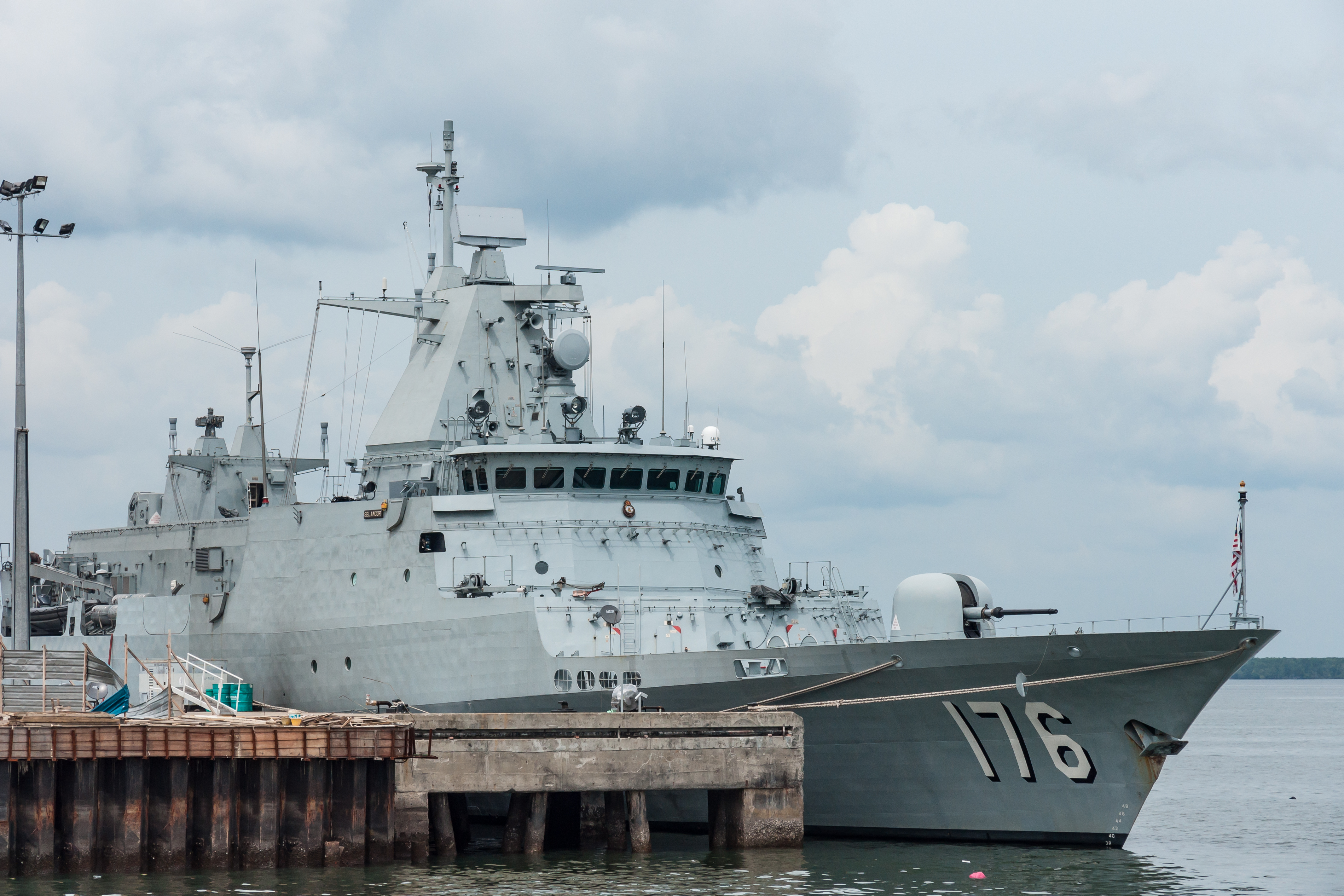
雪兰莪號（F176）